# یواس‌اس نیاگارا (اس‌پی-۱۳۶)

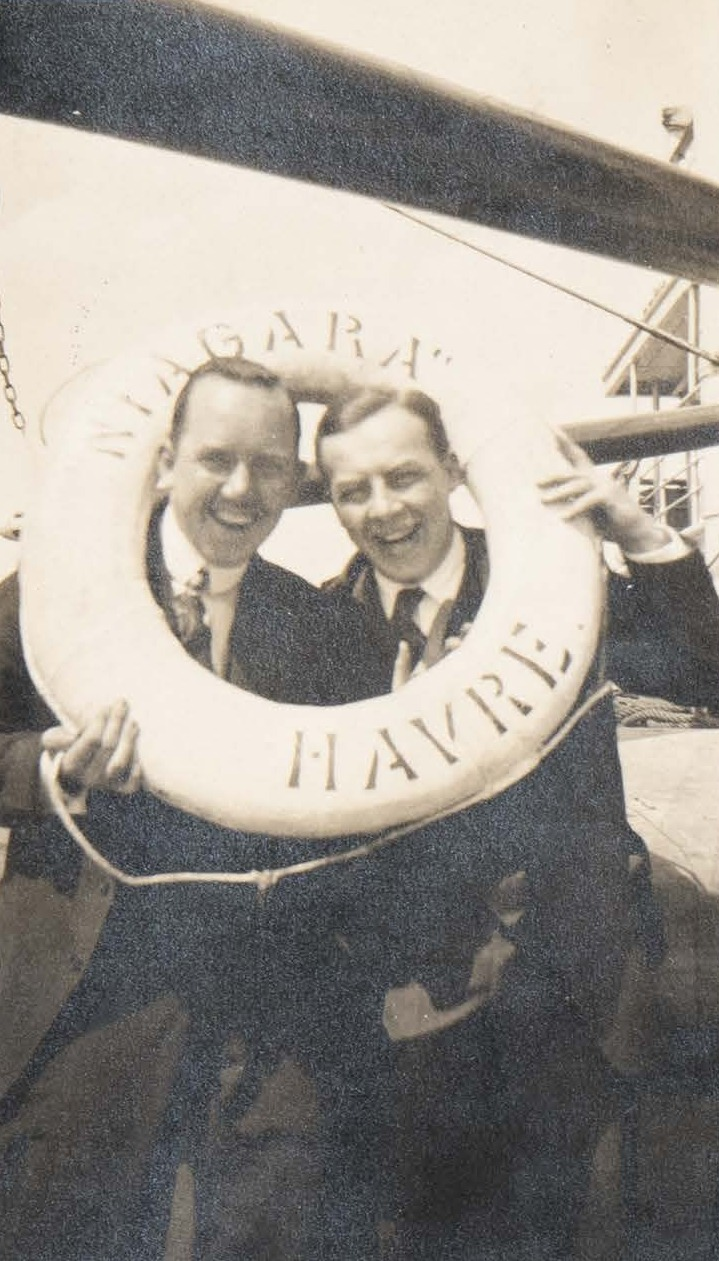
1915

یواس‌اس نیاگارا (اس‌پی-۱۳۶) (به انگلیسی: USS Niagara (SP-136)) یک کشتی بود که طول آن ۲۸۲ فوت ۰ اینچ (۸۵٫۹۵ متر) بود. این کشتی در سال ۱۸۹۸ ساخته شد.